# Sturmlied
Das Sturmlied ist ein um 1920 von Dietrich Eckart verfasster Text, der durch nationalsozialistische Propaganda Bekanntheit erlangte. Dem Text entstammt die Parole „Deutschland, erwache!“, die immer noch in Neonazi-Kreisen aufgegriffen wird.

## Entstehung
Dietrich Eckart war ein überzeugter Nationalsozialist, der von Adolf Hitler in seinem Werk Mein Kampf mit einer Widmung bedacht wurde. Er dichtete das Lied, welches – wie auch das Horst-Wessel-Lied – zu einer wichtigen Hymne der paramilitärischen Kampforganisation der NSDAP, der Sturmabteilung (SA), avancierte. Die Parole „Deutschland, erwache!“ ist inspiriert von dem Vers „Auf, deutsches Volk, erwache!“ aus der Schlussstrophe von Theodor Körners Lied zur Einsegnung des Lützowschen Freikorps am 28. März 1813 in der Dorfkirche zu Rogau (Lied zur feierlichen Einsegnung des Preußischen Freikorps).

## Inhalt

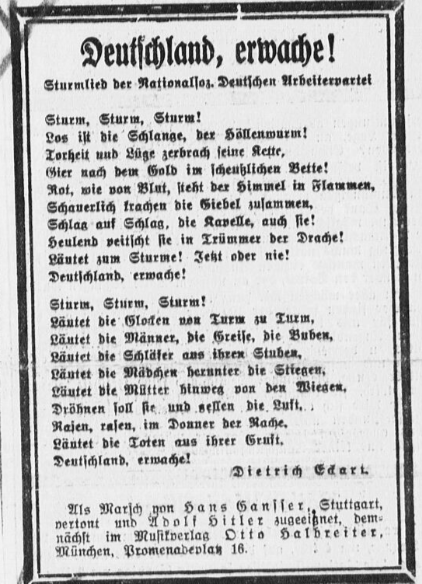
Text des 1923 veröffentlichten "Sturmliedes" der NSDAP von Dietrich Eckart, veröffentlicht im Völkischen Beobachter im Januar 1923.

Das Sturmlied beschwört ein personifiziertes schlafendes Deutschland, zu erwachen, sich zu rächen und Sturm zu laufen gegen die Bedrohung, die unter anderem als Judas bezeichnet wird und als Höllen-Schlange metaphorisiert wird. Hier wird ein antisemitisches Vorurteil genutzt, indem auf deren Reichtum verwiesen wird, der nach Auffassung der Propaganda typisch für Juden sei. Judas, der Verräter Jesu, steht symbolisch für das Böse. Hier wird eine angebliche Opposition zwischen dem Judentum und dem Christentum angedeutet.
Der Text beschreibt eine Vorstellung von den „bösen“ Zuständen der Zeit der Weimarer Republik, die im Text selbst als Chaos und Bedrohungsszenario dargestellt werden. Damit wird die Vorstellung von der Dolchstoßlegende weitergeführt.
Der Text, der emphatisch wirken sollte, arbeitet insbesondere mit Wiederholungen und einem übertriebenen Schreckensszenario, was zum Ziel hatte, insbesondere also zur „Rache“ an den Juden aufzuwiegeln. Damit bedient sich der Text insbesondere des Sündenbock-Motivs, das verkürzt ausgedrückt die Schuld für alle Übel einer Person oder Gruppe zuweist.

## Wirkung
Eckarts Text wurde vor seiner Vertonung durch Hans Gansser 1922 regelmäßig am Schluss größerer Parteiversammlungen vorgetragen, unter anderem von Eckart selbst.
Der Historiker Karl Alexander von Müller erinnert sich: „Ich meine noch das Bild im großen Hofbräuhaus-Saal vor mir zu sehen, wie ... der untersetzte, kurzhalsige Dietrich Eckart rotglühenden Kopfes am Podium auf einen Tisch sprang und mit den Gebärden eines Rasenden sein Lied ‚Deutschland erwache‘ in die Menge schrie.“
Die Parole „Deutschland, erwache!“ entwickelte sich zu einem Slogan der von den Nationalsozialisten so bezeichneten „nationalsozialistischen Revolution“ und zierte die Parteistandarten.

## Aufnahme durch Tucholsky
Der Schriftsteller Kurt Tucholsky griff den Ausdruck „Deutschland, erwache!“ als Überschrift in einem antifaschistischen Gedicht im Jahr 1930 auf, in welchem er auf die faschistische Gefahr aufmerksam macht und konstatiert, dass Deutschland bereits wach sei.
Tucholsky fand allerdings mit seiner Warnung „Daß der Nazi dir einen Totenkranz flicht: Deutschland, siehst du das nicht?“ kein politisches Gehör.

## Rechtliche Bewertung
Das Sturmlied ist durch § 86 des deutschen Strafgesetzbuches, der sich gegen die Verbreitung von Propagandamitteln verfassungswidriger Organisationen richtet, verboten.
Schon der isolierte Gebrauch der Phrase „Deutschland erwache“ kann ein Verwenden von Kennzeichen verfassungswidriger Organisationen im Sinne des § 86a StGB darstellen.